# Ikarus 396
Az Ikarus 396 az Ikarus 300-as szériájának legmagasabb színvonalú turistabusz típusa, amit főleg exportra készítettek. Épp emiatt a buszok a nyugati buszok stílusában, Scania és Volvo alvázakra épültek. A 300-as széria egyértelműen a régi 200-as széria turistabuszait volt hivatott leváltani, a 396-os pedig ezen buszoknak a legigényesebb változata volt, amit a gyártásba nem került 386-os típusból fejlesztettek ki. A 396-osból számos altípust készítettek különböző műszaki paraméterekkel, volt köztük két és háromtengelyes változat is (így a 290-es típus után először készült újra háromtengelyes szólóbusz az Ikarus-nál). A 396-osokat főleg svéd piacra készítették, ez megmagyarázza a Scania és Volvo alkatrészeket is, később aztán Magyarországon is használatba kerültek. 2020-ban már csak egy példány volt közforgalomban a Volánbusznál, az LRE-605 rendszámú Ikarus 396.70 típusba tartozó busz.

## Altípusok
- Ikarus 396.00 – Volvo alvázra készített busz skandináv megrendelésre.
- Ikarus 396.03 – Ez a típus is skandináv megrendelésre készült szintén Volvo alvázon, extra hosszú (14 és fél méteres), így ez a leghosszabb típus a 396-osok közül, a többi 396-os mind 12 méter hosszú, mérete miatt három tengellyel rendelkezik.
- Ikarus 396.21 – Scania alvázas busz szintén skandináv megrendelésre.
- Ikarus 396.23 – Volvo alvázas típus, létezett jobbkormányos kivitelben is ilyen közlekedésű országok exportjának.
- Ikarus 396.26 - Ez a típus már Csepel alvázon készült, többek között a Hungarocamion Travels szerzett be ilyen buszt.
- Ikarus 396.27 – Hasonló a 396.26-hoz, Magyarországon a legelterjedtebb altípus.
- Ikarus 396.35 – Jobbkormányos export modell.
- Ikarus 396.61 – Távolsági busztípus Scania alvázon.
- Ikarus 396.63 – Ez a típus is skandináv megrendelésre készült, Scania alvázon.
- Ikarus 396.67 – Szintén Scania alvázzal készített típus.
- Ikarus 396.68 – Ez a típus a 12 méteres 396-os három tengelyes változata, bár az adatai szerint ez a modell 20 cm-rel még rövidebb is a kéttengelyes társainál. 1988-ban két darab készült itthonra, érdekes módon ezek is a Malévhez kerültek, csakúgy mint a korábbi háromtengelyes típus, igaz, az kimondottan reptéri célra készült.
- Ikarus 396.70 – Ez a típus DAF alvázra készült, egyetlen példányban. A jármű a Bács Volánhoz került.
- Ikarus 396.81 – Önhordó karosszériás típus, ami számos Renault alkatrésszel rendelkezik. Belőle fejlesztették ki a 386-os típust, amely hasonlít az említett típusra.
- Ikarus 396.87 – Ez a típus Rába alvázra készült, néhány darabban.
- Ikarus 396.90 – Szintén Rába alvázas típus, ugyancsak három tengellyel, de ebből csak a prototípus készült el.

Ezeken kívül készültek még különböző jobbkormányos változatok is.